# Musan
Musan (ook wel Musian of Musa) is een van de twee talen, naast Amto, die tot de Amto-Musantaalfamilie behoren. Musan heeft slechts 70 sprekers (in 2000), die wonen in een dorpje ten oosten van Amto, in de provincie Sandaun, Papoea-Nieuw-Guinea.